# Delicia de Asturias
Delicia de Asturias es el nombre de una variedad cultivar de manzano (Malus domestica). Esta manzana está cultivada en la colección de germoplasma de manzanas del CSIC. Así mismo está cultivada en diversos viveros entre ellos algunos dedicados a conservación de árboles frutales en peligro de desaparición. Esta manzana es originaria de Cantabria, donde tuvo su mejor época de cultivo comercial antes de la década de 1960, y actualmente en menor medida aún se encuentra.

## Sinónimos
- "Manzana Delicia de Asturias",[6][8][9]
- "Delicia de Asturies", en asturleonés.

## Historia
Cantabria presenta unas condiciones de clima y de suelos excelentes para el cultivo del manzano. De hecho, hasta mediados del siglo XX Cantabria tenía una gran variedad de manzanas tradicionales que surtían la demanda de manzanas de mesa en la zona. A partir de la década de 1960 estas fueron decayendo paulatinamente en su comercialización, en detrimento de variedades selectas extranjeras que dominan el mercado actual. Hay varias manzanas tradicionales que se están intentando recuperar por el CIFA, en Muriedas (Centro de Investigación y Formación Agraria de Cantabria.
'Delicia de Asturias' está considerada incluida en las variedades locales autóctonas muy antiguas, cuyo cultivo se centraba en comarcas muy definidas. Se caracterizaban por su buena adaptación a sus ecosistemas y podrían tener interés genético en virtud de su adaptación. Se encontraban diseminadas por todas las regiones fruteras españolas, aunque eran especialmente frecuentes en la España húmeda. Estas se podían clasificar en dos subgrupos: de mesa y de sidra (aunque algunas tenían aptitud mixta).
'Delicia de Asturias' es una variedad mixta, clasificada como de mesa, también se utiliza en la elaboración de sidra; difundido su cultivo en el pasado por los viveros comerciales y cuyo cultivo en la actualidad se ha reducido a huertos familiares y jardines privados.

## Características
El manzano de la variedad 'Delicia de Asturias' tiene un vigor medio; florece a inicios de mayo; tubo del cáliz pequeño pero ancho y de forma característica, y con los estambres situados insertos por su mitad.
La variedad de manzana 'Delicia de Asturias' tiene un fruto de tamaño grande a mediano o pequeño; forma esfero-cónica, y con contorno irregular; piel fuerte, semi brillante o brillante; con color de fondo amarillo verdoso, sobre color ausente, acusa punteado abundante, visible, uniforme y ruginoso, y una sensibilidad al "russeting" (pardeamiento áspero superficial que presentan algunas variedades) débil; pedúnculo de longitud media, fino, más estrecho en el centro y ensanchado en los extremos, un poco curvado, anchura de la cavidad peduncular es medianamente ancha, profundidad de la cavidad pedúncular poco profunda, ampliada irregularmente desde el fondo, borde entre globoso y aplanado, muy levemente ondulado, e importancia del "russeting" en cavidad peduncular muy débil; anchura de la cavidad calicina estrecha, profundidad de la cav. calicina casi superficial, fruncida, y en los bordes formando mamelones, y de la importancia del "russeting" en cavidad calicina ausente; ojo, pequeño; sépalos ausentes o partidos pero por su construcción parece ser cerrado.
Carne de color blanco moreno, con fibras verdes; textura crujiente; sabor inapreciable; corazón pequeño. Eje abierto, y ancho. Celdas semi-arriñonadas, cartilaginosas y con alguna fibra lanosa. Semillas pequeñas y semi-redondeadas.
La manzana 'Delicia de Asturias' tiene una época de maduración y recolección temprana en el verano-otoño, se recolecta desde finales de agosto hasta finales de septiembre. Tiene uso mixto pues se usa como manzana de mesa fresca, y también como manzana para elaboración de sidra.